# Stanisław Kunasiewicz

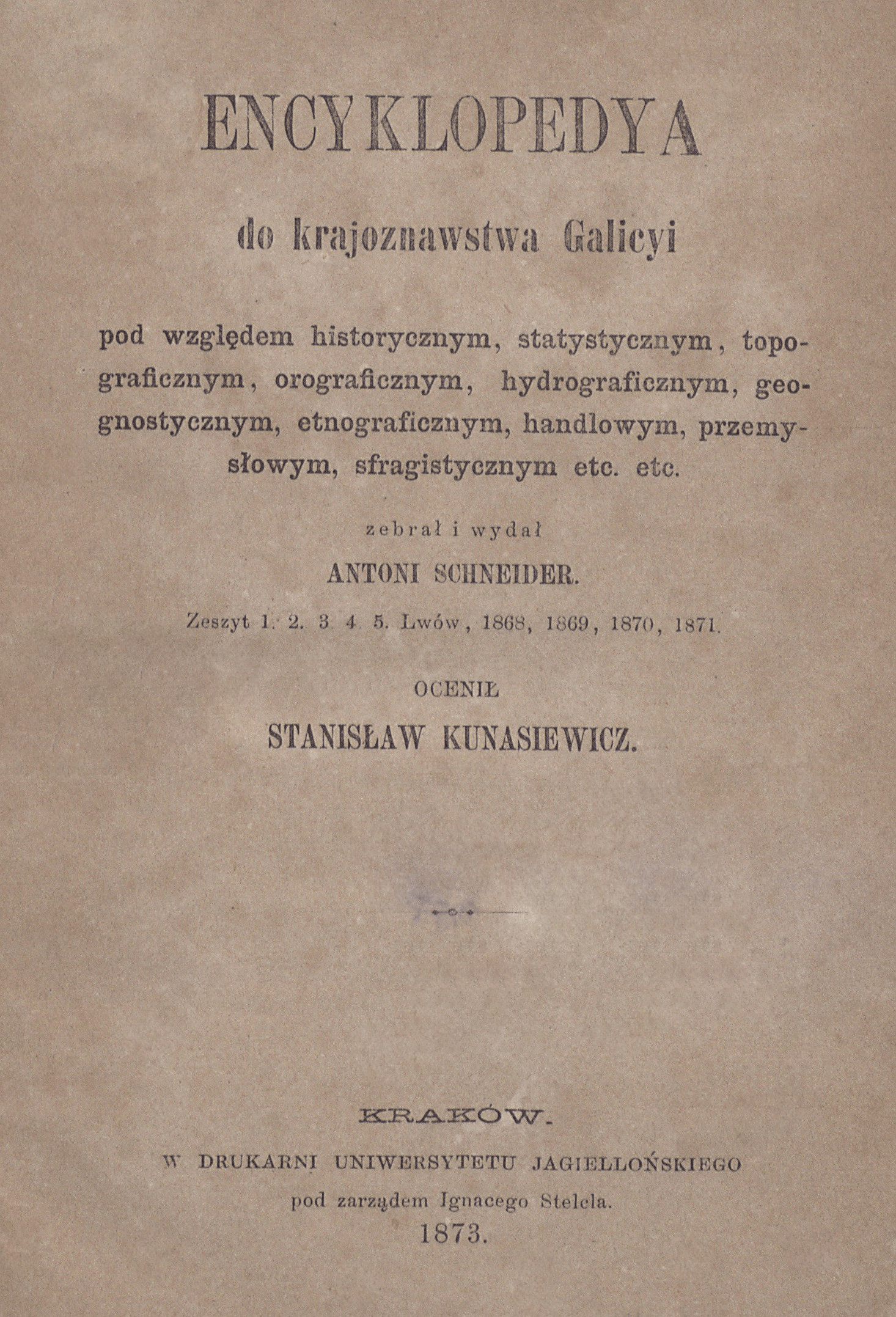
Strona tytułowa odbitki z recenzji Encyklopedii do krajoznawstwa Galicji napisanej przez Stanisława Kunasiewicza (wyd. Kraków 1873)

Stanisław Kunasiewicz (ur. 1842, zm. 11 maja 1879 we Lwowie) – lwowski historyk i archeolog amator, redaktor, pisarz.
Był zaangażowany w ochronę zabytków Lwowa. W 1866 roku zwrócił uwagę na zły stan zachowania nagrobków znajdujących się w krypcie pod kościołem dominikanów pw. Bożego Ciała we Lwowie i zaczął zabiegać o ich odrestaurowanie. Pisał na ten temat do prasy, zwrócił się także do c.k. konserwatora zabytków na Galicję Wschodnią Mieczysława Potockiego, który sprawę tę powierzył Józefowi Sermakowi. Specjalnie powołana komisja oceniła stan nagrobków i zaleciła, by przenieść je do kościoła, umieszczając każdy w osobnej kaplicy. Konserwację rzeźb powierzono Parysowi Fillippiemu. Jednocześnie zbierane były fundusze na ten cel. Nakładem Sermaka wydana została broszura Antoniego Schneidra Pomniki w katakombach pod kościołem Bożego Ciała OO. dominikanów we Lwowie historycznie opisał Antony Schneider, a pod względem sztuki ocenił Wilhelm Leopolski, z której dochód przeznaczony był na prace konserwatorskie, zaś Kunasiewicz zorganizował koncert Ignacego Guniewicza i wydał jego libretto. 
Kunasiewicz interesował się także losami innych lwowskich zabytków, m.in. kościoła św. Jana Chrzciciela. Był autorem przewodnika po Lwowie, który najpierw ukazał się na łamach „Przeglądu Polskiego”, a w latach 1874 i 1876 w trzech częściach w formie książkowej pt. Przechadzki archeologiczne po Lwowie. Jednocześnie sam był bardzo krytyczny wobec wydanego nieco wcześniej przewodnika autorstwa Antoniego Schneidra oraz jego Encyklopedii do krajoznawstwa Galicji. Obszerną recenzję Encyklopedii opublikował Roczniku dla archeologów, numizmatyków i bibliografów polskich. Rok 1871, ukazała się ona także w formie osobnej odbitki (wyd. Kraków 1873).
W 1868 roku w imieniu konserwatora Potockiego nadzorował prace ziemne prowadzone przy budowie kolei lwowsko-brodzkiej, w trakcie których natrafiono na liczne zabytki archeologiczne.
Był redaktorem „Kuriera Polskiego” i „Gońca Lwowskiego”.

## Wybrane publikacje
- Eustachy Tyszkiewicz. Wspomnienie pośmiertne, Lwów 1874.
- Rodowód domu Siekierków, Lwów 1874.
- Przechadzki archeologiczne po Lwowie, z. 1, Lwów 1874; z. 2 i 3, Lwów 1876.
- Lwów w roku 1809. Ustąpienie Austryaków, zajęcie miasta przez siedmnastu żołnierzy polskich, moskiewskie rządy. Opowieść dziejowa spisana na podstawie pamiętnika naocznego świadka, gazet, notatek i dokumentów, Lwów 1878.